# Victor Alexandre Warot
Victor Alexandre Joseph Warot, né le 18 septembre 1834 à Verviers et mort le 29 mars 1906 à Bois-Colombes, est un chanteur lyrique belge

## Biographie
Victor Alexandre Joseph Warot est issu d' une grande lignée de musiciens dont la famille est d' origine Belge. Il est le fils de Victor Louis Warot ( 1808-1877) , compositeur et professeur né à Gand en Belgique  et décédé à Bois-Colombes (Seine) . Chef d’orchestre il resta 15 ans à Rennes comme professeur puis il s’installa à Paris en 1855 .
Constant-Noël Adolphe Warot son frère (1812-1875) violoniste, né à Anvers est professeur au conservatoire de musique de Bruxelles. Charles Warot (1804-1836), un autre frère est violoniste , chef d’ orchestre, compositeur , mort à Bruxelles dans ses années de jeunesse. 
Victor Alexandre Joseph Warot fit de brillantes études durant le passage à Rennes de son père. Il fut licencié en droit après son baccalauréat es-lettres, malgré une très belle voix de ténor détectée de façon précoce, son père le poussa à entreprendre le droit, il devint avocat au barreau de Paris en 1856. Possédant une voix d' un joli timbre, il persuada son père que sa vocation était le théâtre d'après la presse de 1905.
V Warot a donc étudié avec son père, puis à Paris avec Giulio Alary. Il a fait ses débuts professionnels à l'Opéra-Comique en 1858 dans Les Monténégrins d'Armand Limnander. L'année suivante, il a créé le rôle du faucheur dans la première de Dinorah de Meyerbeer. En 1860, il a chanté le rôle de Beppe dans la première de Rita de Donizetti.
De 1861 à 1869, il a été engagé à l'Opéra de Paris où il incarne des rôles dans plusieurs premières mondiales, dont Tebaldo dans La mule de Pedro de Victor Massé en 1863 et Don Alvaro dans L'Africaine de Meyerbeer en 1865. Il a également chanté Don Ottavio dans Don Giovanni, le héros éponyme dans Le Comte Ory, dans Les Vêpres siciliennes, et Masaniello dans La Muette de Portici
Les succès qu'il obtient à l'Opéra, font qu'il est choisi pour prendre part aux exécutions musicales données au Palais des Tuileries pour L'Impératrice Eugénie. Ces concerts réunissaient les noms des plus grands artistes de l'Académie impériale de musique et du Théâtre-Italien,.
Warot a été engagé à La Monnaie de 1868 à 1876 où il joue des éléments comme Riccardo dans Un ballo in maschera, Manrico dans Il trovatore, Erik dans Der Fliegende Holländer, le rôle-titre de Tannhäuser, Raoul dans Les Huguenots, Eléazar dans La Juive, et Jean de Leyde dans Le Prophète. De 1876 jusqu'à sa retraite de la scène en 1888, il est resté artiste indépendant, des grandes maisons d'opéra en France et en Belgique.

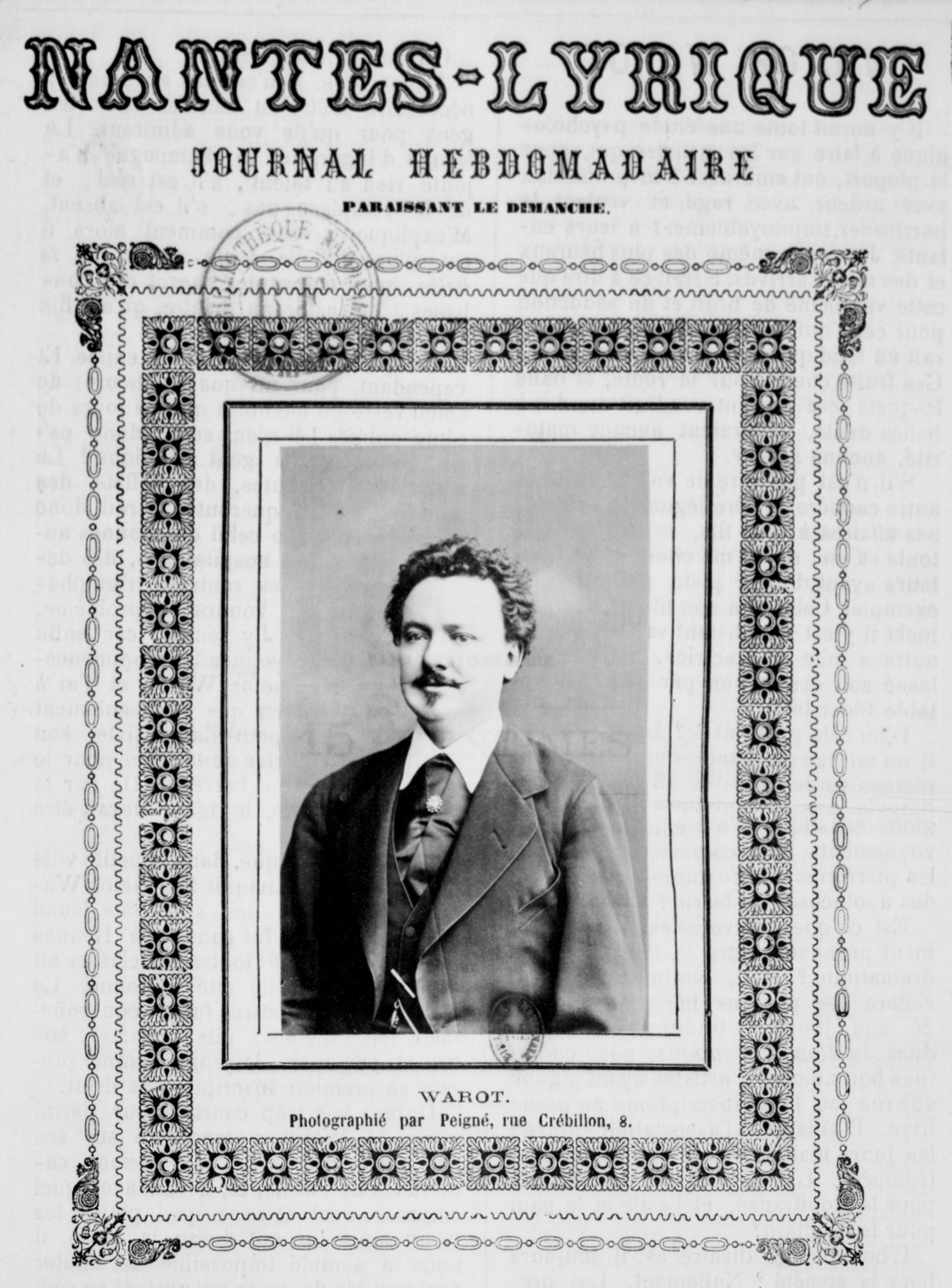
Nantes-lyrique journal : Janvier 1876 Victor Warot source Gallica

Warot se consacre à l'enseignement du chant quand sa carrière à l'opéra prend fin, et il est nommé au Conservatoire de musique et de déclamation à Paris. Un certain nombre de ses élèves ont une carrière brillante, Lucienne Bréval, Edmond Clément, Jeanne Hatto, et Lina Pacary. En 1902, il a publié un livre, Bréviaire du chanteur.
V Warot se marie le 30 novembre 1865 à Marie-Anne Léger à Paris dans le 9iem , Jean-Baptiste Serraut cousin de son épouse sera le beau-père de Alfred Laidet ténor léger qui fait carrière dans l' opéra lyrique de 1875 vers la fin des années 80 . Victor Louis Warot, son professeur de chant, est le témoin de mariage de A Laidet en 1876 à Paris. 
Il meurt le 29 mars 1906 en son domicile, au no 13, rue des Carbonnes à Bois-Colombes.

## Distinctions
Chevalier de la Légion d'honneur

 Officier de l'ordre des Palmes académiques